# Coccophagus specialis
Coccophagus specialis är en stekelart som beskrevs av Compere 1931. Coccophagus specialis ingår i släktet Coccophagus och familjen växtlussteklar. Inga underarter finns listade i Catalogue of Life.